# Henryana magnifica
Henryana magnifica är en stekelart som beskrevs av Yoshimoto 1983. Henryana magnifica ingår i släktet Henryana och familjen finglanssteklar. Inga underarter finns listade i Catalogue of Life.